# Sport a Bologna
La voce raccoglie le informazioni sulle principali strutture, eventi e società sportive di Bologna.
La città di Bologna ha eccelso in numerosi sport di squadra e le squadre bolognesi in diversi sport si sono laureate campioni d'Italia almeno una volta. Particolarmente rilevante è la pallacanestro, che ha vinto 17 scudetti con la Virtus Bologna (seconda più titolata d'Italia dopo l'Olimpia Milano) e due con la Fortitudo, oltre a due Eurolega con la stessa Virtus.
Rilevanti sono anche i sette scudetti del Bologna Football Club 1909, l'ultimo dei quali nel 1964, e i quattordici scudetti nel baseball con la Fortitudo Baseball Bologna, laureatasi anche sei volte campione continentale. Nel football americano 4 titoli, nel 1985 per i Doves, nel 1986 per i Warriors e nel 1997 e 1998 per i Phoenix. Nella pallavolo la Zinella vinse il titolo nel 1985. Di Bologna è anche la Ducati Corse, che in campo motoristico si è affermata prima tra le Superbike e poi anche in MotoGP, vincendo il titolo mondiale nel 2007 con Casey Stoner e nel 2022 e 2023 con Francesco Bagnaia.

## Impianti sportivi

### Atletica leggera
- Campo Scuola Baumann
- Centro sportivo Record
- Impianto Sportivo Lucchini (Antistadio)

### Baseball
- Stadio Gianni Falchi; ha ospitato partite dei mondiali di baseball in diverse occasioni,[1] così come partite dei campionati europei e due edizioni della coppa Intercontinentale.
- Stadio Baseball Pilastro situato nel quartiere San Donato-San Vitale dove disputa le partite casalinghe e tutti gli allenamenti la squadra Athletics Bologna Baseball.
- Campo Baseball Leoni, situato a Casteldebole è storicamente la culla del settore giovanile della Fortitudo. Il Leoni è ufficialmente il campo della Serie B, nella quale milita il Longbridge2000 da tre anni.

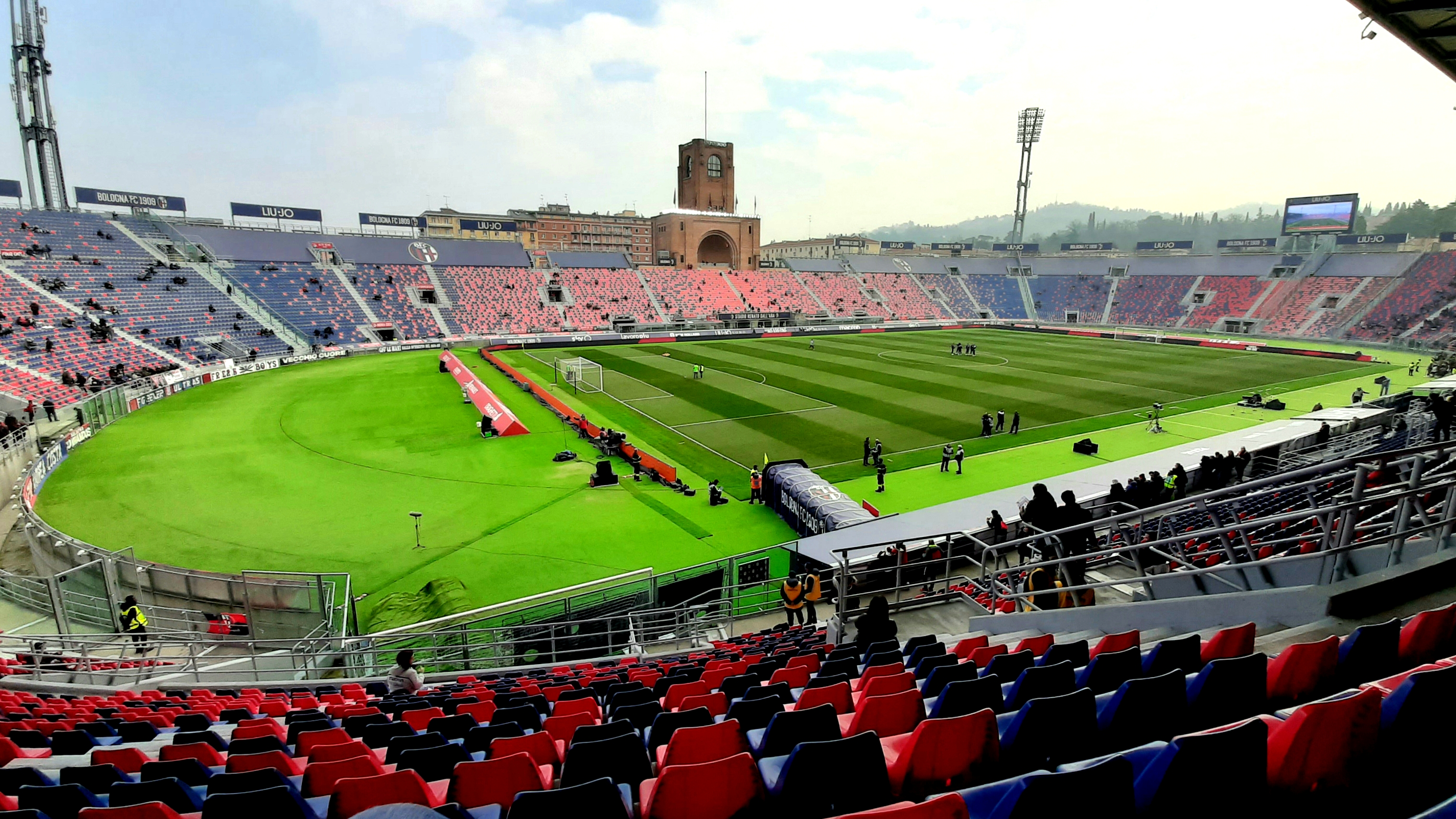
Lo Stadio Dall'Ara, campo di gioco del Bologna FC.

### Calcio
- Stadio Renato Dall'Ara, situato il via Andrea Costa, è l'impianto dove gioca abitualmente la squadra calcistica del Bologna. Inaugurato nel 1927 con il nome di stadio Littoriale e con una capienza di 38.000 spettatori, ospitò due partite dei mondiali del 1934 e quattro dei mondiali del 1990. Venne intitolato negli anni ottanta al presidente del Bologna Renato Dall'Ara, scomparso nel 1964 tre giorni prima dello spareggio scudetto tra Bologna e Inter, del campionato 1963-1964.
- Centro tecnico Niccolò Galli, situato nel quartiere di Borgo Panigale, precisamente a Casteldebole è il centro tecnico utilizzato dal Bologna F.C. 1909 per gli allenamenti di prima squadra a parte del settore giovanile.

### Ippica

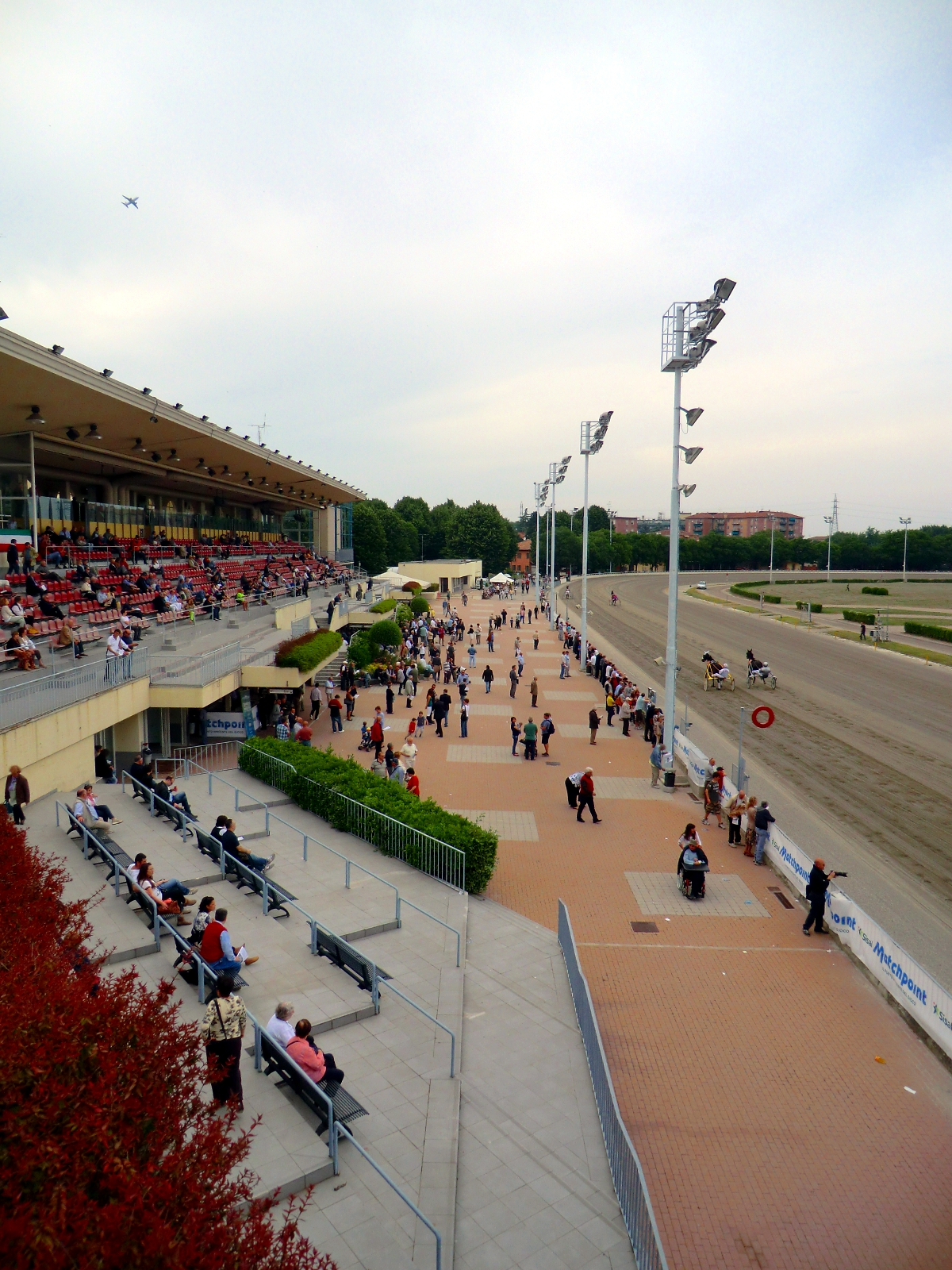
Una gara all'Ippodromo Arcoveggio.

- Ippodromo dell'Arcoveggio, inaugurato nel 1932 ospita corse al trotto tutto l'anno esclusa la pausa estiva di luglio e agosto. La città è un po' la patria del trotto nazionale, sia per la sua centenaria e gloriosa storia ippica, sia per aver espresso personaggi che hanno contribuito a fondare la moderna ippica italiana. Il campionissimo indigeno Varenne detiene tuttora il record della pista con il tempo di 1.13.1 sui 2060 metri, segnato il 19 settembre 1999 correndo il Gran Premio Continentale.

### Hockey su prato
- Campo Barca in via Raffaello Sanzio. Costruito nel 1998 ha una capacità di 1000 posti.

### Piscine
- Spiraglio (via del Carpentiere 40)
- Cavina (via Biancolelli 36)
- Carmen Longo (Stadio, via Andrea Costa 174)
- Sterlino (via Murri 113)
- Tanari (via Lodovico Varthema 19)
- Vandelli (via di Corticella 180/4)

### Pallacanestro
- PalaDozza: inaugurato nel 1956 ha una capacità di 5500 posti ed ospita abitualmente gli incontri della Fortitudo Bologna.
- Unipol Arena, situata nel limitrofo comune di Casalecchio di Reno, ha una destinazione polivalente (incluso per concerti) ma ospita regolarmente incontri di pallacanestro.
- Virtus Arena, è un'arena coperta temporanea situata all'interno del padiglione 30 della Fiera di Bologna con una capienza di 9.700 spettatori. Ospita le partite casalinghe della Virtus Bologna.

### Pallavolo
- PalaSavena, situato nel limitrofo comune di San Lazzaro di Savena, ospita gare di pallavolo, ma anche altri sport e concerti.
- Palazzetto Giacomo Lercaro, in via Corticella 180, campo di gioco della Pallavolo Bologna.

### Rugby
- Centro Sportivo Barca. Ospita le partite casalinghe e gli allenamenti della Reno Rugby Bologna 1967.
- Centro Sportivo Dozza. Ospita le partite casalinghe e gli allenamenti del Rugby Bologna 1928.

### Sport del ghiaccio
- Nella frazione di Rastignano del comune limitrofo di Pianoro, era presente fino al 2021 il Palaghiaccio di Bologna. Costruito negli anni ottanta, vi si potevano praticare gli sport del ghiaccio, tra cui pattinaggio artistico e hockey su ghiaccio. Il Palaghiaccio ha chiuso definitivamente nel 2021, e da quella data il più vicino sito per praticare gli sport del ghiaccio è Fanano, in provincia di Modena[2].

### Tennis
- Circolo Tennis Bologna, presso i Giardini Margherita, Quartiere Santo Stefano
- Virtus Tennis Bologna, VIa Duccio Galimberti, Quartiere Porto-Saragozza

### Impianti polivalenti
- Sferisterio della Montagnola, dove si disputavano partite di pallone col bracciale sino al 1946, poi ha ospitato competizioni di pattinaggio a rotelle, pallacanestro e pallavolo
- Copernico Sport Village, presso il liceo Niccolò Copernico
- Campo Sportivo "Giorgio Bernardi", presso il Parco Lunetta Gamberini, che ospita campi da calcio e tennis, una pista da pattinaggio e due palestre
- Campo della Polisportiva Antal Pallavicini, a Borgo Panigale, che ospita campi da calcio, basket, pallavolo, beach volley e delle palestre
- Stadio Arcoveggio, ubicato in Via di Corticella, nel Quartiere Navile, ospita competizioni di rugby, football americano, calcio e atletica leggera
- Complesso sportivo Pilastro, dove si disputano competizioni di roller derby, hockey su pista, pattinaggio a rotelle, pallacanestro, pallavolo, pallamano, ginnastica.[3]

## Società sportive

### Atletica leggera
La Virtus Atletica Bologna è la squadra di atletica più importante della città. Presente sul territorio dal 1871, anno di fondazione della Società di Educazione Fisica Virtus, la storica società bolognese ha disputato per la prima volta nel 2017 la Finale Oro (prime dodici squadre italiane) valida per l'assegnazione dello scudetto dei Campionati italiani di società di atletica leggera. In passato ha saputo vincere cinque medaglie olimpiche, due ai Campionati europei, tre alle Universiadi e due ai Giochi del Mediterraneo, oltre a 120 titoli individuali ai Campionati italiani Assoluti, 6 titoli tricolori a squadre, 47 atleti azzurri in Nazionale A e un'ottantina di record italiani.
I risultati sono sempre stati ottenuti nonostante le oggettive difficoltà causate dalla carenza di impiantistica non all'altezza. Dopo il 1996, per esempio, a causa di un progressivo abbandono da parte del Comune di Bologna e del proprietario per concessione, il Bologna Football Club 1909, la pista dello Stadio Renato Dall'Ara non poté più essere utilizzata a causa del deperimento. Nel 2015, infine, il progetto di restyling dello stadio voluto da Joey Saputo pose definitivamente fine ad una possibilità di ripristino delle funzionalità della pista.

### Baseball

La Fortitudo Baseball Bologna campione d'Italia nel 1984.

La Libertas Bologna ha vinto la prima edizione (nel 1948) del Campionato italiano di baseball.
La Fortitudo Baseball ha vinto tredici campionati italiani a partire dal  campionato del 1969 (l'ultimo nel 2020), undici Coppe Italia e sei Coppe dei Campioni. Nel 2020 milita nel massimo campionato italiano di baseball, la Italian Baseball League.
Gli Athletics Bologna partecipano dalla stagione 2021 alla Serie A, mentre i Bologna Longbridge 2000 militano nel campionato di serie B.

### Calcio

Il Bologna campione d'Italia nel 1964.

Come nel resto d'Italia, il calcio è la disciplina più popolare e seguita. La squadra di calcio locale è il Bologna FC, sette volte campione d'Italia (1925, 1929, 1936-1937, 1939, 1941 e 1964): ha inoltre vinto per tre volte la Coppa Italia (1970, 1974 e 2025) e per tre la Coppa dell'Europa Centrale (1932, 1934, 1961). Gioca nello stadio Dall'Ara e attualmente milita in Serie A. 
Altre squadre hanno sede nel territorio comunale, come ad esempio l'U.S. Corticella, squadra dell'omonimo quartiere militante in Serie D 2023-2024; in passato sono esistite altre squadre come l'A.C. Bo.Ca. del quartiere Bolognina e il Panigale Calcio di Borgo Panigale.

### Football americano

I Doves Bologna campioni d'Italia nel 1985.

Nel football americano, Bologna si impose negli anni ottanta tra le realtà del campionato della massima serie di quello sport, allora emergente, conquistando il superbowl nel 1985 e nel 1986, rispettivamente con i Doves Bologna e con i Warriors Bologna. I Warriors, inoltre, hanno raggiunto il superbowl nel 1983, nel 1984, nel 1988, nel 2005, nel 2008 e nel 2011. Nel 1996 e nel 1997 arrivarono al titolo anche i Phoenix Bologna. Sia i Doves che i Warriors hanno conquistato lo Youngbowl, Campionato italiano Under 21: i Doves nel 1986 e i Warriors nel 2006 e nel 2008. Un'ulteriore squadra è quella dei Braves Bologna, presente anche nel campionato femminile.
Nel 2018 sono attivi i Warriors e i Braves, che disputano il campionato di 2ª divisione, ed i Doves, che disputano il campionato di 3ª divisione.

### Motori
Nel panorama sportivo bolognese spicca inoltre la Ducati, storica azienda di Borgo Panigale fondata nel 1926 che, nell'immediato dopoguerra, ha iniziato la produzione di motoveicoli. In particolar modo, negli ultimi vent'anni, l'azienda ha conquistato un invidiabile palmarès di vittorie nel campionato mondiale Superbike (moto da corsa derivate dalla produzione di serie - diciassette titoli mondiali Costruttori e quattordici titoli mondiali Piloti), e dal 2003 è diventata una delle protagoniste della classe MotoGP, vincendo il titolo mondiale piloti nel 2007 con Casey Stoner, e nel biennio 2022-2023 con Francesco Bagnaia, e il mondiale costruttori nel 2007 e di nuovo nel quadriennio 2020-2023.
Altre case motociclistiche bolognesi ad aver vinto nella storia del motomondiale, sono la Motori Minarelli e la Moto Morini.
A Bologna è stata fondata nel 1911 una delle prime associazioni motociclistiche italiane, il Moto Club Bologna "A. & J. Ruggeri".

### Pallacanestro

La Virtus Bologna del Grande Slam nella stagione 2000-2001.

A Bologna la pallacanestro è uno sport molto radicato. Negli anni novanta la città si è guadagnata l'appellativo di Basket City ("la città della pallacanestro") grazie alla contemporanea militanza ai vertici dell'Europa delle due squadre bolognesi: la Virtus, vincitrice di 16 Scudetti, 8 Coppe Italia e 2 Eurolega-Coppa Campioni, e la Fortitudo, che ha vinto per 2 volte il campionato e una Coppa Italia. Nella stagione 2021-2022 militano entrambe nella massima serie. Nella Serie C militano la Salus e la Libertas Ghepard.
Hanno militato nella massima categoria anche squadre non più in attività quali S.C. Gira, Mazzini Bologna, Sant'Agostino Bologna, OARE Bologna. 
Il basket femminile è rappresentato dalla Virtus Bologna, in massima serie a partire dalla stagione 2019-2020, e dalla Libertas Basket Bologna.
Nel capoluogo emiliano hanno sede i principali enti che organizzano i campionati di pallacanestro italiani e l'All-Star Game: la Lega Basket (Serie A) e la Lega Nazionale Pallacanestro.

### Pallamano
Nella pallamano, il Bologna United Handball milita nella Serie A2 ed è arrivata due volte alla finale scudetto. Disputa le gare interne nel PalaSavena a San Lazzaro di Savena e ha nel proprio palmares un Handball Trophy. Altre squadre che hanno militato in Serie A sono Handball Club Bologna 1969, SEF Gymnasium Bologna e Pallamano 85 San Lazzaro.

### Pallanuoto
Il President Bologna fa parte della società di nuoto fondata nel 1971, e in campo maschile milita in serie A2, dopo aver sfiorato la massima serie arrivando ai playoff nel 2010. La Rari Nantes Bologna invece è la massima espressione cittadina della pallanuoto femminile, la cui squadra milita nel campionato di serie A2, mentre la squadra maschile, dopo essere stata diversi anni in serie B, è scesa nelle ultime stagioni in  Serie C.
Nel 2017 nasce la De Akker Team, squadra che milita in Serie A1 dal 2022, dopo solo 5 anni dalla sua fondazione.

### Pallavolo

La Zinella Bologna campione d'Italia nel 1985.

La Zinella Volley ha vinto il campionato italiano nel 1984/85, la Coppa Italia nel 1983/84, la Coppa delle Coppe nel 1986/87 e una Coppa di Lega nel 1985/86. Negli anni duemila dopo aver militato in A2, in B1 e serie B2 e affrontato diversi problemi economici, nel 2014 è ripartita dalla serie C. In seguito viene acquisita dalla società Pallavolo San Lazzaro, che a sua volta, a inizio 2019, confluisce nella nuova Pallavolo Bologna insieme ad altre 6 società del territorio e nel campionato 2019-2020 milita in serie B.
In campo femminile l'Idea Volley partecipa al campionato di serie B1.
È esistita in passato anche la squadra pallavolistica della polisportiva Società di Educazione Fisica Virtus, la Virtus Pallavolo Bologna, che vinse due scudetti negli anni sessanta.

### Rugby
Nel rugby a 15, il Rugby Bologna 1928 è la più antica squadra iscritta alla Federazione Italiana Rugby, militante attualmente in serie B assieme alla concittadina Reno Rugby Bologna 1967.

### Tiro con l'Arco
Bologna possiede una compagnia di tiro con l'arco, la A.S.D. Arcieri Felsinei. Nata nel 1965, vanta numerosi arcieri che hanno vestito la maglia della nazionale FITARCO. La compagnia ha inoltre collezionato nella sua vita diverse vittorie ai campionati Italiani di diverse specialità.

### Altri sport
Fra gli altri sport di buon livello è l'hockey su prato, con l'HT Bologna in serie A1 e il CUS Bologna Hockey che, dopo aver vinto in passato due scudetti, da alcuni anni partecipa esclusivamente al campionato italiano di hockey su prato indoor, che ha vinto 5 volte nel periodo compreso tra il 1997 e il 2013.
Nel cricket Bologna è rappresentata dal Bologna Cricket Club, tuttavia è in provincia la squadra più rinomata e titolata, il Pianoro Cricket Club.
A rappresentare Bologna nell'hockey su ghiaccio ci sono stati i Wizards Bologna Hockey Club, scioltisi nel 2012. Nel lacrosse il Pontevecchio Bologna Lacrosse. Nel wheelchair hockey giocano la Rangers Pallavicini Bologna (partecipante al campionato nazionale in molte fasi finali e con diversi atleti della nazionale italiana), mentre nel basket in carrozzina i Bradipi Bologna, che militano in serie B. A Bologna ha inoltre la sede la Sala d'Arme Achille Marozzo, la più grande associazione nazionale per la pratica della scherma antica.

## Eventi sportivi

### Atletica leggera
- StraBologna (gara di corsa su strada)
- Run Tune Up (mezza maratona)
- 15 edizioni dei campionati italiani assoluti di atletica leggera (di cui 8 riservate ai soli uomini e 2 riservate alle sole donne)
- Golden Gala Pietro Mennea in data 8 giugno 1990

Dopo il 1990, anno di inaugurazione del nuovo Stadio Renato Dall'Ara per il Campionato mondiale di calcio 1990. Quell'anno si svolse anche l'importante manifestazione del Golden Gala, dopo la quale il Comune di Bologna smise di investire risorse sull'atletica leggera, decretandone di fatto la progressiva discesa, concretizzatasi nel 1996, anno degli ultimi Campionati Italiani Assoluti a Bologna. La concessione dello Stadio Renato Dall'Ara al Bologna Football Club 1909 e del PalaDozza alla Fortitudo Pallacanestro Bologna 103, due impianti in cui erano presenti rispettivamente la pista d'atletica all'aperto e il pistino coperto, ha delineato un ulteriore aggravarsi della situazione, in quanto le due squadre, in virtù della concessione in uso degli impianti, ma contro le regole dei bandi di assegnazione, hanno smantellato gli spazi riservati all'atletica leggera.

### Ciclismo
Giro d'Italia
Bologna è stata sede della cosiddetta "Grande Partenza" del Giro d'Italia in due occasioni:
- 1994, con il via ufficiale della corsa dato il 22 maggio da via Stalingrado per effettuare un circuito di 86 km conclusosi con la vittoria di Endrio Leoni;[12]
- 2019, con il via ufficiale della corsa dato l'11 maggio da via Rizzoli, per effettuare una cronoscalata al Santuario della Madonna di San Luca di 8 km, conclusasi con la vittoria di Primoz Roglic.[12]

Nel 1910 a Bologna vi si registrò la prima vittoria di tappa al Giro da parte di un ciclista straniero, il francese Jean-Baptiste Dortignacq, e nel 1933 fu sede di partenza della prima tappa a cronometro della storia del Corsa Rosa (Bologna-Ferrara, 62 km), vinta da Alfredo Binda.
In totale, Bologna è stata sede di tappa della "Corsa Rosa" in quarantotto occasioni (ventisette partenze e ventuno arrivi), alle quali vanno aggiunte le tre sedi di arrivo denominate ufficialmente "Santuario della Madonna di San Luca", ma anch'esse ricadenti nel territorio comunale del capoluogo emiliano. Pertanto, la città si colloca all'ottavo posto nella classifica delle sedi di tappa più ricorrenti nella storia della corsa.
Gli arrivi di tappa del Giro a Bologna sono stati i seguenti:
- 1909, 1ª tappa, Milano-Bologna, vinta da Dario Beni;
- 1910, 2ª tappa, Udine-Bologna, vinta da Jean-Baptiste Dortignacq;
- 1911, 7ª tappa, Milano-Bologna, vinta da Dario Beni;
- 1912, 2ª tappa, Padova-Bologna, vinta da Vincenzo Borgarello-Legnano;[14]
- 1920, 6ª tappa, Macerata-Bologna, vinta da Jean Alavoine;
- 1921, 2ª tappa, Merano-Bologna, vinta da Costante Girardengo;
- 1922, 3ª tappa, Portorose-Bologna, vinta da Gaetano Belloni;
- 1923, 7ª tappa, Chieti-Bologna, vinta da Costante Girardengo;
- 1924, 9ª tappa, Perugia-Bologna, vinta da Arturo Ferrario;
- 1926, 9ª tappa, Terni-Bologna, vinta da Alfredo Binda;
- 1933, 12ª tappa, Riccione-Bologna, vinta da Giuseppe Olmo;
- 1934, 13ª tappa, Firenze-Bologna, vinta da Giuseppe Olmo;
- 1939, 10ª tappa, Firenze-Bologna, vinta da Olimpio Bizzi;
- 1946, 4ªb tappa, Prato-Bologna, vinta da Fausto Coppi;
- 1948, 13ª tappa, Firenze-Bologna, vinta da Bruno Pasquini;
- 1951, 13ª tappa, Rimini-Bologna, vinta da Luciano Maggini;
- 1952, 1ª tappa, Milano-Bologna, vinta da Giorgio Albani;
- 1956, 15ª tappa, Lucca-Bologna, vinta da Michel Stolker;
- 1956, 16ª tappa, Bologna-Santuario della Madonna di San Luca (cronoscalata), vinta da Charly Gaul;
- 1984, 3ª tappa, Bologna-Santuario della Madonna di San Luca; vinta da Moreno Argentin;
- 1994, 1ªa tappa, Bologna-Bologna, vinta da Endrio Leoni;
- 1994, 1ªb tappa, Bologna-Bologna (cron.indiv.), vinta da Armand de Las Cuevas;
- 2009, 10ª tappa, Firenze-Bologna; vinta da Simon Gerrans;
- 2019, 1ª tappa, Bologna-Santuario della Madonna di San Luca (cronoscalata), vinta da Primož Roglič.

Tour de France
Anche il Tour de France ha avuto Bologna quale sede di tappa: nell'edizione 2024 la corsa francese ebbe la "Grande Partenza" per la prima volta in Italia, e la città fu sede di arrivo della 2ª tappa Cesenatico-Bologna, che si concluse con la vittoria del francese Kévin Vauquelin.
Giro dell'Emilia
Bologna è anche tradizionalmente la sede d'arrivo del Giro dell'Emilia, posta, a partire dal 1999, sulla cima del Colle di San Luca.

### Pallavolo
Il 21, 22, 23 settembre 2018 al PalaDozza si sono tenuti i Mondiali maschili di pallavolo.
Questi i match giocati a Bologna:
- Venerdì 21 Settembre

Brasile vs Australia 3 - 0

Belgio vs Slovenia 0 - 3
- Sabato 22 Settembre

Australia vs Belgio 0 - 3

Slovenia vs Brasile 0 - 3
- Domenica 23 Settembre

Slovenia vs Australia 2 - 3

Belgio vs Brasile 2 - 3